# Haigler
Haigler és una població dels Estats Units a l'estat de Nebraska. Segons el cens del 2000 tenia 211 habitants.

## Demografia
Segons el cens del 2000, Haigler tenia 211 habitants, 92 habitatges, i 57 famílies. La densitat de població era de 339,4 habitants per km².
Dels 92 habitatges en un 26,1% hi vivien nens de menys de 18 anys, en un 52,2% hi vivien parelles casades, en un 4,3% dones solteres, i en un 37% no eren unitats familiars. En el 32,6% dels habitatges hi vivien persones soles el 16,3% de les quals corresponia a persones de 65 anys o més que vivien soles. El nombre mitjà de persones vivint en cada habitatge era de 2,29 i el nombre mitjà de persones que vivien en cada família era de 2,86.
Per edats la població es repartia de la següent manera: un 25,1% tenia menys de 18 anys, un 7,1% entre 18 i 24, un 24,2% entre 25 i 44, un 20,9% de 45 a 60 i un 22,7% 65 anys o més.
L'edat mediana era de 42 anys. Per cada 100 dones de 18 o més anys hi havia 102,6 homes.
La renda mediana per habitatge era de 25.000 $ i la renda mediana per família de 27.500 $. Els homes tenien una renda mediana de 21.563 $ mentre que les dones 23.125 $. La renda per capita de la població era de 15.634 $. Aproximadament el 7,7% de les famílies i el 8,5% de la població estaven per davall del llindar de pobresa.

## Poblacions més properes
El següent diagrama mostra les poblacions més properes.